# Oberlarg
Oberlarg är en kommun i departementet Haut-Rhin i regionen Grand Est (tidigare regionen Alsace) i nordöstra Frankrike. Kommunen ligger i kantonen Ferrette som tillhör arrondissementet Altkirch. År 2022 hade Oberlarg 136 invånare.

## Befolkningsutveckling
Antalet invånare i kommunen Oberlarg
| Referens: INSEE |